# Велике Поле (Білохолуницький район)
Вели́ке Поле (рос. Великое Поле) — присілок у складі Білохолуницького району Кіровської області, Росія. Входить до складу Білохолуницького міського поселення.
Населення поселення становить 454 особи (2010, 516 у 2002).
Національний склад станом на 2002 рік — росіяни 97 %.